# Tauenzinow
Tauenzinow, polnisch Okoły (1936–1945: Tauentzien O.S.) ist eine Ortschaft in Oberschlesien. Tauenzinow liegt in der Gemeinde Murow im Powiat Opolski (Landkreis Oppeln) in der polnischen Woiwodschaft Oppeln.

## Geographie

### Geographische Lage
Tauenzinow liegt ca. dreizehn Kilometer östlich vom Gemeindesitz in Murow sowie ca. 23 Kilometer nördlich von der Kreisstadt und Woiwodschaftshauptstadt Oppeln. Der Ort liegt mitten in einem großen Waldgebiet mit Nadelbäumen, das zum Landschaftsschutzpark Stobrawski gehört.
Südlich des Ortes fließt das Gewässer Budkowitzer Bach (poln. Budkowiczanka), ein linker Nebenfluss des Stobers (poln. Stobrawa).
Tauenzinow liegt an der heute nicht mehr befahrenen Bahnstrecke Opole–Namysłów.

### Ortsteile
Zur Ortschaft Tauenzinow gehören die Kolonie Schwarzwasser (poln. Czarna Woda) sowie der Weiler Buchendorf (poln. Kupilas).

### Nachbarorte
Östlich von Tauenzinow liegt der Gemeindesitz Murow (poln. Murów). Im Norden liegt der Weiler Schwarzwasser (poln. Czarna Woda). Südwestlich von Tauenzinow liegt der zum Dorf gehörende Weiler Kupilas. Westlich von Tauenzinow liegt der Ort Krzywa Góra (dt. Blumenthal), welcher zur Gemeinde Pokój gehört.

## Geschichte

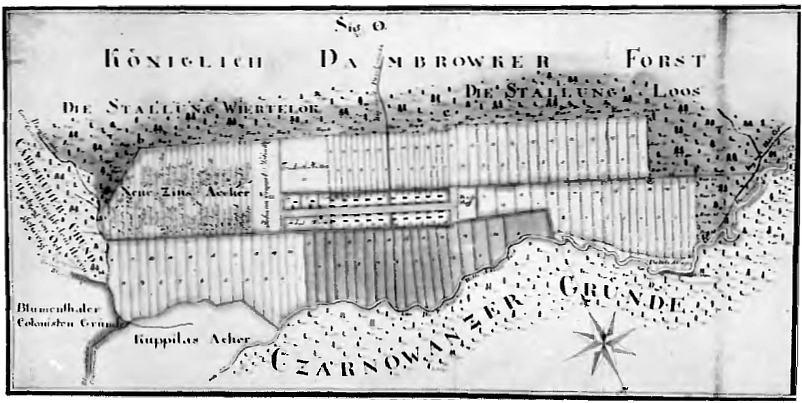
Plan der Kolonie Tauenzinow, 1773

Das Dorf Tauenzinow wurde 1772 als Kolonie mit 20 Koloniestellen im Zuge der Friderizianischen Kolonisation gegründet. Die Siedler wurden vorwiegend für die Waldarbeit eingesetzt. Die Ansiedlung erfolgte in Form eines zweizeiligen Straßendorfs, die 20 Häuser waren in vier Gruppen zu je fünf Häusern geteilt, getrennt durch einen Querweg.
Die Kolonie wurde anfangs als „Kolonie in der Stallung Loos“ oder Ostenbruch bezeichnet. Der Ortsname Tauenzinow wird erstmals in der Erbverschreibung vom 31. Mai 1773 genannt. Der Ort wurde ehrenhalber dem preußischen General von Tauentzien gewidmet, der 1772 durchgereist sei. Die Namensgebung nach verdienten preußischen Generälen oder Beamten war innerhalb der Friderizianischen Kolonisation oftmals gepflegte Praxis.
Die ersten Siedler stammten aus Hessen und Württemberg, deren Namen sind bekannt. 1775 wurde in der Kolonie eine evangelische Schule eingerichtet.
1845 bestanden im Dorf eine evangelische Schule sowie weitere 39 Häuser. 1845 lebten in Tauenzinow 292 Menschen, davon 50 katholisch. 1874 wurde der Amtsbezirk Murow gegründet, zu dem Tauenzinow eingegliedert wurde.
Bei der Volksabstimmung in Oberschlesien am 20. März 1921 stimmten 216 Wahlberechtigte für einen Verbleib bei Deutschland und vier für Polen. Tauenzinow verblieb beim Deutschen Reich. 1933 lebten im Ort 268 Einwohner. Am 19. Mai 1936 wurde der Ort in Tauentzien O.S. umbenannt. 1939 hatte der Ort 258 Einwohner. Bis 1945 befand sich der Ort im Landkreis Oppeln.
1945 kam der bisher deutsche Ort Tauenzinow unter polnische Verwaltung, wurde in Okoły umbenannt und der Woiwodschaft Schlesien angeschlossen. 1950 wurde Okoły Teil der Woiwodschaft Oppeln und 1999 des wiedergegründeten Powiat Opolski. Im März 2009 erhielt der Ort zusätzlich den amtlichen deutschen Ortsnamen Tauenzinow.

## Wappen

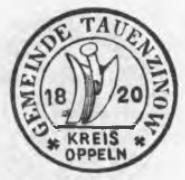
Altes Siegel der Gemeinde von 1820

Alte Siegel und Stempel des Ortes zeigen das Eisen einer Sense und das Eisen einer Pflugschar aufrecht nebeneinander gestellt. Das Wappen weist somit auf den landwirtschaftlich geprägten Charakter des Ortes hin.

## Verkehr
Der ehemalige Bahnhof Okoły liegt an der hier unbefahrbaren Bahnstrecke Opole–Namysłów.